# Charles Nesson

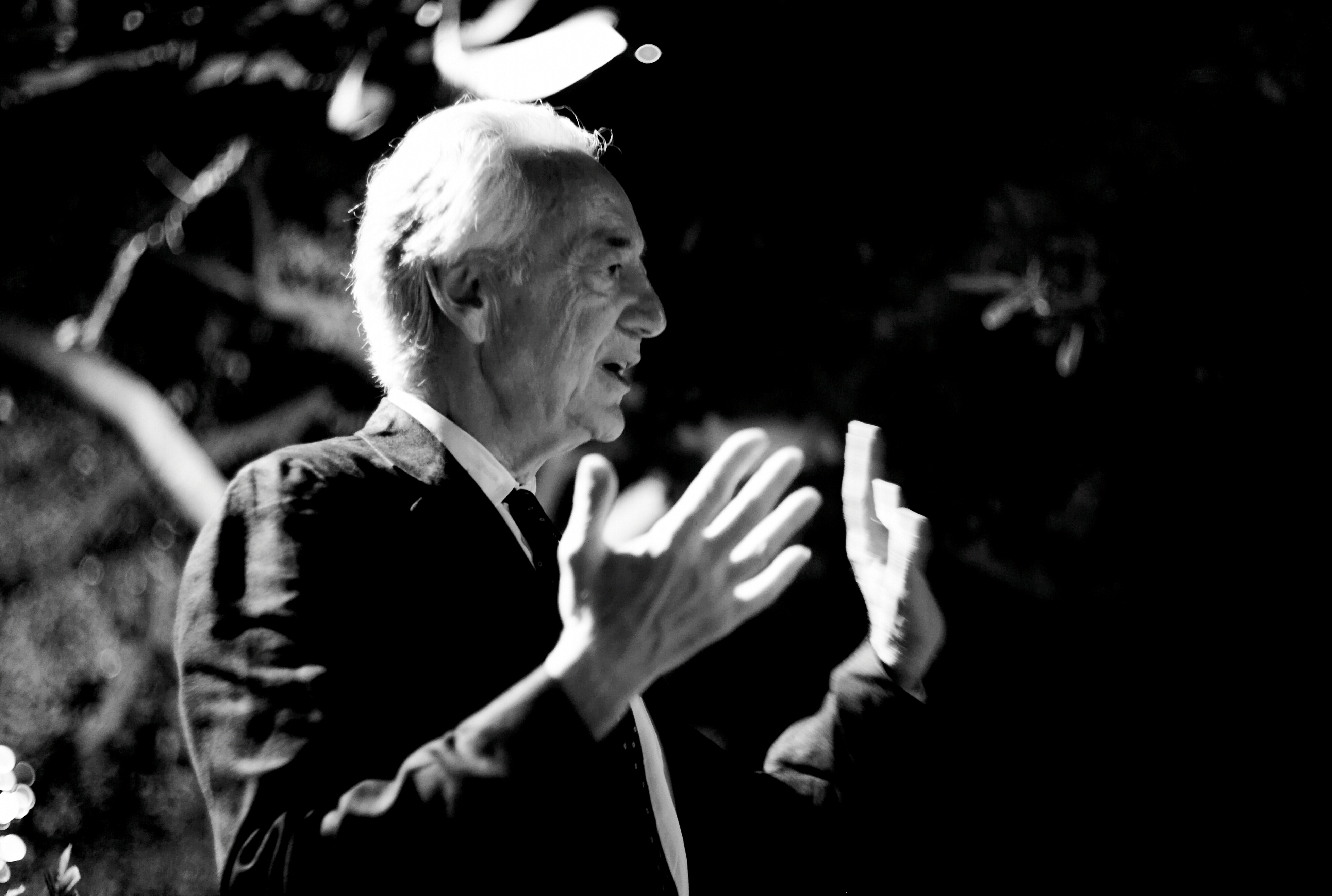
Charles Nesson (2007)

Charles Rothwell Nesson (* 11. Februar 1939) ist ein US-amerikanischer Rechtswissenschaftler und William F. Weld-Professor für Rechtswissenschaft an der Harvard Law School. Er gilt als Gegner des US-amerikanischen Musikverbandes (RIAA).

## Leben
Nesson erhielt 1960 einen Bachelor of Arts vom Harvard College. Drei Jahre darauf erhielt er den Juris Doctor der Harvard Law School. 1965 arbeitete er am United States Supreme Court bei John Marshall Harlan. Anschließend arbeitete er in Alabama im Justizministerium. 1966 ging Nesson dann an die Harvard Law School. 1969 gründete er dort das Lawyers’ Military Defense Committee dessen Direktor er bis 1972 war. Von 1974 bis 1979 war er Direktor des Harvard Evidence Film Project und von 1979 bis 1982 stellvertretender Dekan.
Charles Nesson ist verheiratet und hat zwei Kinder.

## Tätigkeit
1971 vertrat Charles Nesson Daniel Ellsberg im sogenannten Pentagon-Papiere-Fall.
Im August 2007 gründete er die Global Poker Strategic Thinking Society und ist seit dem ihr Präsident. Nesson möchte Poker in den Lehrplan von Schulen aufnehmen lassen, da das Spiel Verhandlungsfähigkeiten, die Fähigkeit Risiken abzuschätzen und strategisches Denken vermittle.
Im Herbst 2008 übernahm Nesson, zusammen mit einigen seiner Studenten, die Verteidigung eines von der RIAA wegen Urheberrechtsverletzungen durch Filesharing Angeklagten Joel Tenenbaum.

## Werke
- Casenote Legal Briefs Evidence mit Eric D. Green, Norman S. Goldenberg und Peter Tenen, 1992, ISBN 978-0874570779
- Borders in Cyberspace, mit Brian Kahin, 1996, ISBN 978-0-262-11220-8
- Problems, Cases, and Materials on Evidence mit Eric D. Green und Peter L. Murray, 2001, ISBN 978-0735519831
- Federal Rules of Evidence With Select Legislative History 2007, Eric D. Green und Peter L. Murray,